# Otacilia daweishan
Otacilia daweishan (лат.) — вид аранеоморфных пауков рода Otacilia из семейства Phrurolithidae.

## Распространение
Встречаются в Китае (Хунань, Liuyang City, Daweishan National Forest Park).

## Описание
Мелкие пауки, длина тела около 3 (самцы) — 4 (самки) мм. Отличаются строением гениталий и пальп, а также одноцветными жёлтыми ногами без кольцевидных тёмных отметин. Основная окраска желтовато-коричневая с серыми и чёрными отметинами. Хелицеры с двумя щетинками на передней стороне. Формула ног: 4123 у самцов и 1423 у самок. Распределение шипиков на ногах: бёдра I-d1-pv4, II-d1-pv3; голени I—II с несколькими парами вентральных шипиков. Пальпы самцов с одним простым апофизисом RTA (ретролатеральный голенный апофизис), а гениталии их самок со сравнительно длинной, сильно склеротизированной сперматекой.
Наземные пауки, обитающие в опавших листьях на лесной подстилке.

## Таксономия и этимология
Вид был впервые описан в 2019 году группой китайских арахнологов (Keke Liu, Xiang Xu, Yonghong Xiao, Haiqiang Yin, Xianjin Peng; Hunan Normal University, Чанша, Хунань, Китай) по материалам из Китая. Включён в видовую группу armatissima-group. Видовое название происходит от имени места обнаружения (Daweishan National Forest Park).